# Tempo (videogioco)
Tempo (テンポ?, Tenpo) è un videogioco a piattaforme pubblicato nel 1995 da SEGA per Sega Mega Drive 32X. Il videogioco ha avuto due seguiti: Tempo Jr. per Game Gear e Super Tempo per Sega Saturn.